# Classic Loire Atlantique 2012
La Classic Loire Atlantique 2012, tredicesima edizione della corsa e valida come evento dell'UCI Europe Tour 2012 categoria 1.1, si svolse il 17 marzo 2012 su un percorso di 184,8 km. Fu vinta dal francese Florian Vachon, che giunse al traguardo con il tempo di 4h33'40", alla media di 40,51 km/h.
Al traguardo 65 ciclisti portarono a termine la gara.

## Squadre e corridori partecipanti
| N.    | Cod. | Squadra                     |
| ----- | ---- | --------------------------- |
| 1-8   | VCD  | Vacansoleil-DCM             |
| 11-18 | FDJ  | FDJ-BigMat                  |
| 21-28 | ALM  | AG2R La Mondiale            |
| 31-38 | SAU  | Saur-Sojasun                |
| 41-48 | COF  | Cofidis, le Crédit en Ligne |
| 51-58 | EUC  | Team Europcar               |
| 61-68 | BSC  | Bretagne-Schuller           |
| 71-78 | CJR  | Caja Rural                  |
| 81-88 | TT1  | Team Type 1-Sanofi          |

| N.      | Cod. | Squadra                       |
| ------- | ---- | ----------------------------- |
| 91-98   | LAN  | Landbouwkrediet-Euphny        |
| 101-108 | TSV  | Topsport Vlaanderen-Mercator  |
| 111-118 | ACC  | Accent Jobs-Willems Veranda's |
| 121-128 | BGT  | Bridgestone-Anchor            |
| 131-138 | VRU  | Véranda Rideau-Super U        |
| 141-148 | AUB  | Auber 93                      |
| 151-158 | LPM  | La Pomme Marseille            |
| 161-168 | RLM  | Roubaix-Lille Métropole       |

## Ordine d'arrivo (Top 10)
| Pos. | Corridore          | Squadra         | Tempo    |
| ---- | ------------------ | --------------- | -------- |
| 1    | Florian Vachon     | Bretagne        | 4h33'40" |
| 2    | Mirko Selvaggi     | Vacansoleil     | s.t.     |
| 3    | Sébastien Delfosse | Landbouwkrediet | a 16"    |
| 4    | Davy Commeyne      | Landbouwkrediet | a 17"    |
| 5    | Romain Feillu      | Vacansoleil     | s.t.     |
| 6    | Pieter Jacobs      | Topsport Vl.    | a 20"    |
| 7    | László Bodrogi     | Team Type 1     | a 24"    |
| 8    | Filippo Fortin     | Team Type 1     | s.t.     |
| 9    | Tom Van Asbroeck   | Topsport Vl.    | s.t.     |
| 10   | Wouter Mol         | Vacansoleil     | s.t.     |